# Tomás Cuello
Tomás Esteban Cuello (5 de marzo de 2000; San Miguel de Tucumán, Argentina) es un futbolista argentino. Juega de mediocampista o delantero y su equipo actual es el Atlético Mineiro del Campeonato Brasileño de Serie A.

## Trayectoria

### Atlético Tucumán
Cuello debutó profesionalmente el 16 de abril de 2017, en un partido de la Primera División argentina contra San Lorenzo de Almagro. Al hacerlo, se convirtió en el primer jugador nacido en la década de 2000 en jugar en la máxima categoría de Argentina. Su primer partido internacional con Atlético, fue en la fecha 6 de la Copa Libertadores 2017. Logró formar parte del equipo que salió subcampeón de la Copa Argentina 2017 frente a River Plate.
En 2018, empezaría a adquirir más rodaje, primero en el amistoso de verano frente a su clásico rival, San Martín de Tucumán (entrando en los últimos 15 minutos y cambiándole la cara en la parte ofensiva del decano) y contra Tristán Suárez  por la Copa Argentina 2017-18, donde realizó una espectacular jugada por la banda izquierda dando la asistencia a su compañero Leandro Díaz para que marcara el 1-0 a favor del equipo tucumano que pasaría a la siguiente fase.

### Red Bull Bragantino
El 27 de febrero de 2020 anuncia a través de su cuenta de Instagram que firma por el club brasileño, siendo su primera experiencia en el extranjero, dejando un total de 18 partidos jugados en Atlético con 2 asistencias, aunque sin anotar goles.
En el club brasileño tuvo actuaciones destacadísima y fue uno de los puntos altos del equipo que logró llegar a la final de la Copa Sudamericana 2021. También en este club lograría sus primeras anotaciones como jugador profesional en el plano del Brasilerao y en los certámenes internacionales. En diciembre de 2021 se le terminó su estadía en calidad de préstamo, dejando el club con 76 presentaciones y marcando 7 goles.

### Atlético Paranaense
En 2022 regresaría brevemente a Atlético Tucumán, sin embargo, luego de largas conversaciones, ficharía otra vez para un club brasileño.  El delantero seguiría su carrera en el Athletico Paranaense de Brasil, que adquirió el 50% de su pase por 2.500.000 dólares. Este pago que realizó el Paranense es la cifra más alta pagada en la historia por el club brasileño.
Tomás Cuello saltó a la cancha con la camiseta rojinegra por centésima vez este sábado (25). El argentino completó el hito de los 100 partidos con el Atlético en el empate 0-0 con el Vasco da Gama, en el Campeonato Brasileño.
En 2023, Cuello disputó 55 partidos, 33 de ellos como titular. Anotó dos goles y aportó ocho asistencias. En el Brasileirão, el jugador se destacó jugando como extremo, en un rol un poco más retrasado, dentro del esquema con tres defensores.
En 2024, Cuello disputó 61 partidos, anotó 5 goles y aportó 13 asistencias.

## Estadísticas

### Clubes
Actualizado hasta su último partido disputado el 17 de agosto de 2025.
| Club                          | Div.          | Temporada     | Liga  | Liga  | Liga   | Estatales | Estatales | Estatales | Copas nacionales | Copas nacionales | Copas nacionales | Torneos internacionales | Torneos internacionales | Torneos internacionales | Total | Total | Total  |
| Club                          | Div.          | Temporada     | Part. | Goles | Asist. | Part.     | Goles     | Asist.    | Part.            | Goles            | Asist.           | Part.                   | Goles                   | Asist.                  | Part. | Goles | Asist. |
| ----------------------------- | ------------- | ------------- | ----- | ----- | ------ | --------- | --------- | --------- | ---------------- | ---------------- | ---------------- | ----------------------- | ----------------------- | ----------------------- | ----- | ----- | ------ |
| Atlético Tucumán Argentina    | 1.ª           | 2016-17       | 4     | 0     | 0      | —         | —         | —         | —                | —                | —                | 1                       | 0                       | 0                       | 5     | 0     | 0      |
| Atlético Tucumán Argentina    | 1.ª           | 2017-18       | 1     | 0     | 0      | —         | —         | —         | —                | —                | —                | 2                       | 0                       | 0                       | 3     | 0     | 0      |
| Atlético Tucumán Argentina    | 1.ª           | 2018-19       | 4     | 0     | 0      | —         | —         | —         | 2                | 0                | 0                | —                       | —                       | —                       | 6     | 0     | 0      |
| Atlético Tucumán Argentina    | 1.ª           | 2019-20       | 5     | 0     | 0      | —         | —         | —         | 1                | 0                | 0                | —                       | —                       | —                       | 6     | 0     | 0      |
| Atlético Tucumán Argentina    | Total club    | Total club    | 14    | 0     | 0      | 0         | 0         | 0         | 3                | 0                | 0                | 3                       | 0                       | 0                       | 20    | 0     | 0      |
| Red Bull Bragantino · Brasil  | 1.ª           | 2020          | 18    | 0     | 0      | —         | —         | —         | 2                | 0                | 0                | —                       | —                       | —                       | 20    | 0     | 0      |
| Red Bull Bragantino · Brasil  | 1.ª           | 2021          | 30    | 3     | 2      | 11        | 0         | 0         | 3                | 1                | 0                | 13                      | 3                       | 1                       | 57    | 7     | 3      |
| Red Bull Bragantino · Brasil  | Total club    | Total club    | 48    | 3     | 2      | 11        | 0         | 0         | 5                | 1                | 0                | 13                      | 3                       | 1                       | 77    | 7     | 3      |
| Athletico Paranaense · Brasil | 1.ª           | 2022          | 31    | 2     | 4      | —         | —         | —         | 6                | 0                | 0                | 10                      | 1                       | 1                       | 47    | 3     | 5      |
| Athletico Paranaense · Brasil | 1.ª           | 2023          | 32    | 0     | 4      | 14        | 2         | 2         | 5                | 0                | 0                | 4                       | 0                       | 0                       | 55    | 2     | 6      |
| Athletico Paranaense · Brasil | 1.ª           | 2024          | 32    | 3     | 5      | 12        | 0         | 2         | 5                | 1                | 4                | 12                      | 1                       | 2                       | 61    | 5     | 13     |
| Athletico Paranaense · Brasil | 2.ª           | 2025          | —     | —     | —      | 1         | 0         | 0         | —                | —                | —                | —                       | —                       | —                       | 1     | 0     | 0      |
| Athletico Paranaense · Brasil | Total club    | Total club    | 95    | 5     | 13     | 27        | 2         | 4         | 16               | 1                | 4                | 26                      | 2                       | 3                       | 164   | 10    | 24     |
| Atlético Mineiro · Brasil     | 1.ª           | 2025          | 13    | 1     | 1      | 8         | 1         | 2         | 6                | 2                | 3                | 7                       | 2                       | 0                       | 34    | 6     | 6      |
| Atlético Mineiro · Brasil     | Total club    | Total club    | 13    | 1     | 1      | 8         | 1         | 2         | 6                | 2                | 3                | 7                       | 2                       | 0                       | 34    | 6     | 6      |
| Total carrera                 | Total carrera | Total carrera | 170   | 9     | 16     | 46        | 3         | 6         | 30               | 5                | 6                | 49                      | 7                       | 4                       | 295   | 23    | 33     |
| 1. 2. 3. 4.                   |               |               |       |       |        |           |           |           |                  |                  |                  |                         |                         |                         |       |       |        |